# Estació d'Arnes-Lledó d'Algars
Arnes-Lledó d'Algars va ser una estació ferroviària situada al municipi català d'Horta de Sant Joan, a la comarca de la Terra Alta, prop de les localitats d'Arnes (Terra Alta) i Lledó d'Algars (Alt Matarranya). Pertanyia al ferrocarril del Val de Zafan, que va estar operatiu entre 1942 i 1973. En l'actualitat l'estació es troba fora de servei, si bé el conjunt ferroviari ha estat incorporat a la Via verda de la Terra Alta.

## Situació ferroviària
Les instal·lacions ferroviàries es trobaven situades en el punt quilomètric 79,337 de la línia fèrria d'ample ibèric La Puebla de Híjar-Tortosa, a 430 metres d'altitud sobre el nivell de mar.

## Història
Els projectes per a la construcció de l'anomenat ferrocarril del Val de Zafan daten del segle xix , si bé les obres de la secció compresa entre Alcanyís i Tortosa no es van posar en marxa fins a la dècada de 1920. Al juny de 1938, en plena Guerra Civil, el ferrocarril va arribar fins al Pinell de Brai. A l'any següent començarien a operar els serveis regulars de passatgers entre Alcanyís i Bot. El tram restant fins a Tortosa va ser completat al setembre de 1941, entrant en servei tota la línia a l'any següent. Aleshores l'estació d'Arnes, igual que la línia fèrria, havia passat a les mans de l'acabada de crear RENFE. Afrontant una forta decadència, el 1973 la línia va ser clausurada al trànsit per RENFE, sent aixecades les vies l'any 1995. Anys després l'entorn de l'estació va ser rehabilitat i incorporat al traçat de la Via verda de la Terra Alta.

## Instal·lacions
L'estació comptava amb un edifici de viatgers, un moll de càrrega i una platja de quatre vies —una passant, dues d'aparador i una via morta. Arnes-Lledó d'Algars havia estat dissenyada per a ser una de les estacions més importants de la línia, perquè segons el projecte original estava previst que comptés amb un petit dipòsit de locomotores —que incloïa cotxeres cobertes i una placa giratòria per a girar les locomotores de vapor. Encara que van arribar a construir-se les instal·lacions, mai es va instal·lar el pont giratori ni va arribar a emprar-se el dipòsit.